# Grand Prix van Italië 1947
De Grand Prix van Italië 1947 was een autorace die werd gehouden op 7 september 1947 op Portello in Milaan.

## Uitslag
| Positie | No | Rijder                  | Team           | Ronden | Tijd/Opgave     | Startplaats |
| ------- | -- | ----------------------- | -------------- | ------ | --------------- | ----------- |
| 1       | 30 | Carlo Felice Trossi     | Alfa Romeo     | 100    | 3:02:25.0       | 2           |
| 2       | 16 | Achille Varzi           | Alfa Romeo     | 100    | +0.1            | 4           |
| 3       | 24 | Consalvo Sanesi         | Alfa Romeo     | 99     | +1 ronde        | 1           |
| 4       | 2  | Alessandro Gaboardi     | Alfa Romeo     | 95     | +5 ronden       | 9           |
| 5       | 34 | Alberto Ascari          | Maserati       | 94     | +6 ronden       | 5           |
| 6       | 54 | Henri Louveau           | Delage         | 91     | +9 ronden       | 22          |
| 7       | 22 | Charles Pozzi           | Delahaye       | 89     | +11 ronden      | 14          |
| 8       | 12 | Eugène Chaboud          | Delahaye       | 87     | +13 ronden      | 13          |
| 9       | 44 | Carlo Pesci             | Maserati       | 84     | +16 ronden      | 21          |
| DNF     | 56 | Mario Porrino           | Cisitalia-Fiat | 56     | Accu            | 20          |
| DNF     | 52 | Lorenzo Arrigoni        | Maserati       | 56     | Turbo           | 11          |
| DNF     | 10 | Lamberto Grolla         | Cisitalia-Fiat | 56     | Motor           | 19          |
| DNF     | 28 | Giovanni Bracco         | Delage         | 53     | Wiel            | 18          |
| DNF     | 6  | Luigi Villoresi         | Maserati       | 53     | Remmen          | 3           |
| DNF     | 42 | Gaetano dell'Acqua      | Maserati       | 23     | Ongeluk         | 17          |
| DNF     | 8  | Raymond Sommer          | Maserati       | 20     | Motor           | 7           |
| DNF     | 14 | Pierre Levegh           | Maserati       | 6      | Aandrijving     | 10          |
| DNF     | 36 | "Raph"                  | Maserati       | 3      | Oliepijp        | 12          |
| DNF     | 4  | Nello Pagani            | Maserati       | 2      | Banden          | 24          |
| DNF     | 26 | Birabongse Bhanubandh   | Maserati       | 0      | Magneet         | 23          |
| DNF     | 18 | Louis Chiron            | Maserati       | 0      | Versnellingsbak | 6           |
| DNF     | 32 | Emmanuel de Graffenried | Maserati       | 0      | Accu            | 8           |
| DNS     | 38 | Arialdo Ruggeri         | Maserati       | 0      | Ongeluk         | 15          |
| DNS     | 46 | Giovanni Minozzi        | Maserati       | 0      | Turbo           | 16          |

1921 · 1922 · 1923 · 1924 · 1925 · 1926 · 1927 · 1928 · 1931 · 1932 · 1933 · 1934 · 1935 · 1936 · 1937 · 1938 · 1947 · 1948 · 1949 · 1950 · 1951 · 1952 · 1953 · 1954 · 1955 · 1956 · 1957 · 1958 · 1959 · 1960 · 1961 · 1962 · 1963 · 1964 · 1965 · 1966 · 1967 · 1968 · 1969 · 1970 · 1971 · 1972 · 1973 · 1974 · 1975 · 1976 · 1977 · 1978 · 1979 · 1980 · 1981 · 1982 · 1983 · 1984 · 1985 · 1986 · 1987 · 1988 · 1989 · 1990 · 1991 · 1992 · 1993 · 1994 · 1995 · 1996 · 1997 · 1998 · 1999 · 2000 · 2001 · 2002 · 2003 · 2004 · 2005 · 2006 · 2007 · 2008 · 2009 · 2010 · 2011 · 2012 · 2013 · 2014 · 2015 · 2016 · 2017 · 2018 · 2019 · 2020 · 2021 · 2022 · 2023 · 2024 · 2025